# Landschaftsschutzgebiet Siekwiese
Das Landschaftsschutzgebiet Siekwiese mit etwa 1,5 Hektar Flächengröße liegt im Stadtgebiet Bad Salzuflen. Es wurde 2004 mit dem Landschaftsplan „Bad Salzuflen“ durch den Kreistag des Kreises Lippe als Landschaftsschutzgebiet (LSG) ausgewiesen.

## Beschreibung
Das LSG liegt östlich von Kusenbaum. Das LSG umfasst den Oberlauf des Siekbaches von kurz nach der Quelle bis der Bach auf das Gebiet der Gemeinde von Leopoldshöhe wechselt. Der Bach verläuft in einem Siek. Der nördliche Siekrand ist mit einer Ruderalflur bewachsen, an der südlichen Randstufe verläuft der nur zeitweise wasserführende Bach. Entlang des Baches erstreckt sich an der südlichen Grenze ein Gehölzstreifen vorwiegend des Bach-Erlen-Eschenwaldes. Auf der Nordseite des Siekbaches haben sich Hochstaudenfluren entwickelt. Im östlichen LSG-Teil stehen zum Teil sehr alte, stark pflegebedürftige Weiden. Zum LSG gehört bei Echternbruch eine Ausbuchtung nach Norden in die angrenzende Ackerflur hinein. Diese Ausbuchtung ist eine 45 × 10 Meter große nasse Brachfläche.
Der Landschaftsplan führt zum LSG aus: „Das Landschaftsschutzgebiet ist als Inselbiotop von lokaler Bedeutung.“

## Schutzzwecke für das LSG
Laut Landschaftsplan erfolgte die Ausweisung des LSG:
- „zur Erhaltung und Wiederherstellung der Leistungsfähigkeit des Naturhaushaltes in ökologisch besonders wertvoll strukturierten Bereichen mit Wasser-, Klima- und Biotopschutzfunktionen,“
- „zur Erhaltung und Wiederherstellung von Quellbereichen und naturnahen Fließgewässern, Wald- und Grünlandbereichen unterschiedlicher Feuchtestufen, Feldgehölzen, Hecken und Obstwiesen,“
- „zur Erhaltung morphologisch ausgeprägter Bereiche zur Sicherung der landschaftlichen Eigenart und Vielfalt für die Erholung,“
- „zur Erhaltung wertvoller Biotopkomplexe aus Wald-Grünlandbereichen, Fließgewässern und Quellen sowie Biotopen nach § 62 LG mit wichtigen Refugial-, Puffer-, Trittstein- und Vernetzungsfunktionen,“
- „zur Erhaltung und Wiederherstellung wichtiger Rückzugsräume für die bedrohte Tier- und Pflanzenwelt,“
- „zur Sicherung der das Orts- und Landschaftsbild gliedernden und belebenden und die dörflichen Siedlungsstrukturen prägenden Freiraumelemente.“[1]

## Rechtliche Vorschriften
Im Landschaftsschutzgebiet ist unter anderem das Errichten bzw. Anlegen von Bauten und Fischteichen verboten. Grün- und Brachland darf nicht in eine andere Nutzungsart umgewandelt oder umgebrochen werden. Es ist ferner verboten Hunde frei laufen zu lassen. Vom Verbot ist Hundeeinsatz bei der ordnungsgemäßen Jagd, auf Hof- und Gartenbereichen und der Einsatz von Hütehunden ausgenommen.